# Azougui
Azougui (ou Azuggi) est une oasis et un site historique, vestige d'une ancienne ville berbère du nord-ouest de l'actuelle Mauritanie, située sur le plateau d'Adrar, au nord-ouest d'Atar. Au XIe siècle, c'est une base pour la dynastie almoravide, qui a conquis un territoire s'étendant du fleuve Sénégal à la péninsule ibérique.
Au XIe siècle, le chroniqueur al-Bakri affirme qu'une forteresse « entourée de 20 000 palmiers » a été construite ici par Yannu ben Omar, un frère des premiers chefs almoravides, Yahya ben Omar el-Lamtouni et Abou Bakr ben Omar, marquant la frontière entre les dominions de Lamtouna et les Goudala. Ces deux, tribus berbères sanhadja du désert ont été alliées avant que les Lamtouna forment le noyau des Almoravides à l'issue de leur séparation avec les Goudala.
Le chroniqueur al-Zuhri, écrivant dans les années 1150, a appelé Azougui la « capitale des Almoravides ».
Al-Idrisi a identifié Azougui comme une étape essentielle sur la route commerciale transsaharienne entre le Maroc et le Ghana (« Celui qui veut se rendre dans les pays de Sila, Tekrour et le Ghana au pays du Soudan ne peut éviter cette ville »). Il note également que les « Guinéens » (probablement Soninke) l'appelaient « Quqadam ».
Au cimetière d'Azougui se trouve la nécropole du théologien al-Imam al-Hadrami.

## Statut de patrimoine mondial
Ce site a été ajouté à la Liste indicative du patrimoine mondial de l'UNESCO le 14 juin 2001 dans la catégorie culturelle. En effet le site archéologique d'Azougui est cité comme première capitale almoravide, : c'est une forteresse construite en pierre sèche comportant un mur d'enceinte qui a été peuplé et agrandi au cours du temps.   